# Schloss Arnicourt
Koordinaten: 49° 33′ 18″ N, 4° 21′ 9,5″ O

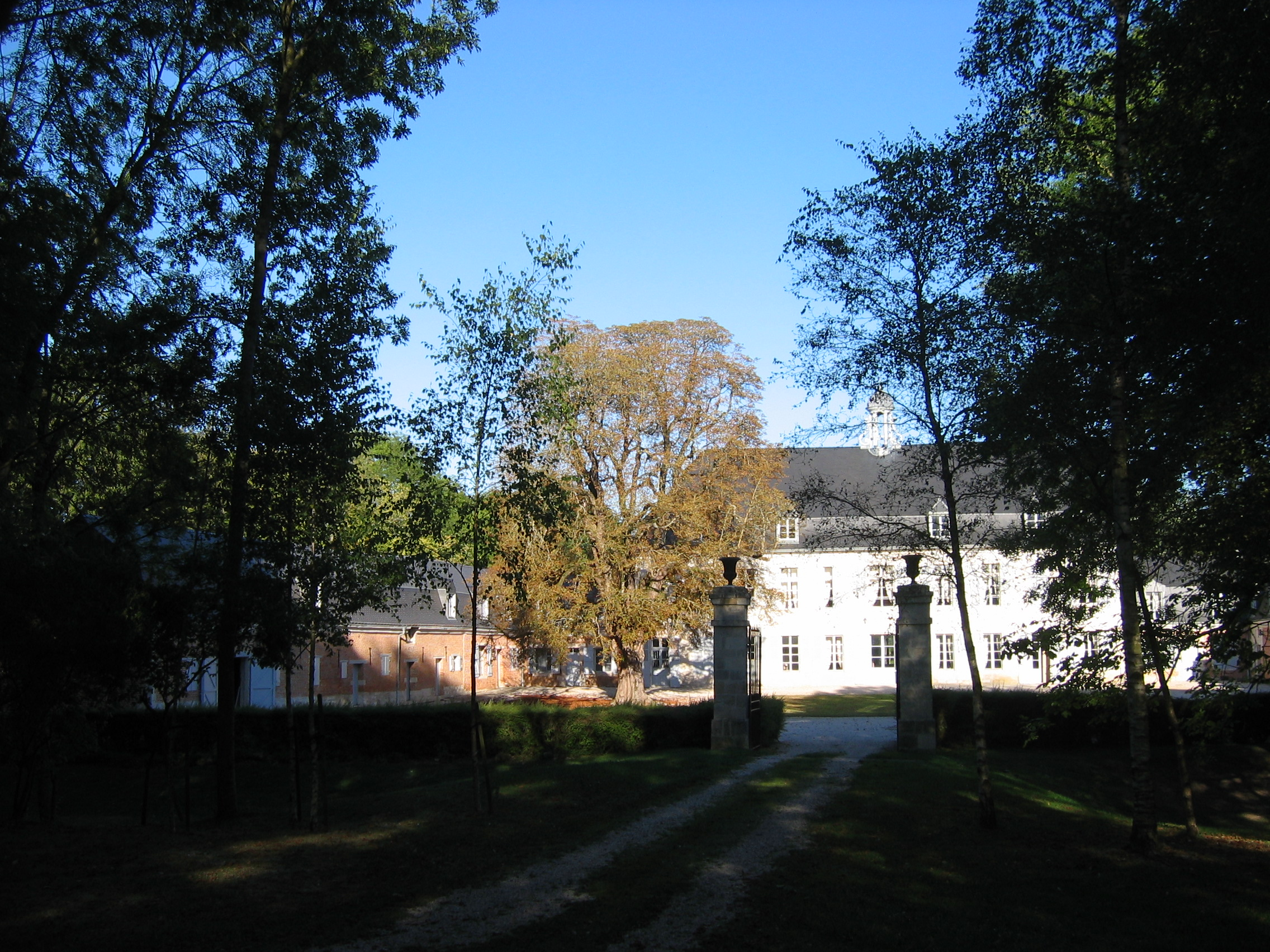
Schloss in Arnicourt

Das Schloss in Arnicourt, einer französischen Gemeinde im Département Ardennes in der Region Grand Est, wurde im 18. Jahrhundert errichtet. Das Schloss ist seit 2001 als Monument historique eingetragen.

## Geschichte
Das zweigeschossige Gebäude mit Mansarddach wurde an der Stelle eines Vorgängerbaus für die Familie Rémont errichtet. Im Jahr 1837 kaufte es Gustave Le Bienvenu du Busc, der es in der Folgezeit umbauen ließ.